# Викторин (Любимов)
Епископ Викторин (в миру Валентин Дмитриевич Любимов; 17 [29] апреля 1821, село Лисино, Калужская губерния — 21 августа [2 сентября] 1882, Каменец-Подольск) — епископ Русской православной церкви, епископ Подольский и Брацлавский.

## Биография
Родился 17 апреля 1821 года в селе Лисине Калужского уезда в семье священника.
В 1843 году по окончании курса Калужской духовной семинарии рукоположён в сан священника.
В 1848 году в сильный разгар холеры позвали отца Валентина на городскую площадь к заболевшему холерой приезжему крестьянину. Больной лежал на мостовой, мучимый судорогами и рвотой. Отец Валентин нагнулся к больному, исповедал его и, воспользовавшись моментом прекращения рвоты, причастил его. Но лишь он вложил в уста больного Святые Дары, как рвота у больного началась снова. Отец Валентин не растерялся, нагнулся, отыскал лжицею в рвотном извержении частицу Святых Даров, вынул её, положил в сосуд и тут же на глазах народа с водою сам употребил её. И после этого отец Валентин остался цел и невредим, в то время как другие, которые так заботливо оберегали себя от всякого сношения с холерными, умирали. Об этом случае тогда говорил весь Боровск.
30 января 1850 года поступил в братство Пафнутиева Боровского монастыря Калужской епархии.
19 сентября 1850 года принят в Санкт-Петербургскую духовную академию.
20 октября 1852 года пострижен в монашество.
31 октября 1853 года назначен инспектором Смоленской духовной семинарии.
18 апреля 1855 года удостоен степени магистра, защитив диссертацию «Влияние Церкви на частную и общественную благотворительность».
14 апреля 1857 года возведён в сан архимандрита.
С 15 сентября 1857 года — бакалавр Санкт-Петербургской духовной академии, а 13 ноября назначен инспектором той же академии.
С 29 октября 1858 года — ректор Костромской духовной семинарии и настоятель Игрицкого Богородицкого монастыря.
С 30 ноября 1860 года — ректор Тифлисской духовной семинарии и настоятель Тифлисского Спасо-Преображенского монастыря.
С 24 декабря того же года — член Грузино-Имеретинской синодальной конторы.
3 ноября 1868 года хиротонисан во епископа Чебоксарского, викария Казанской епархии.
С 7 декабря 1874 года — епископ Полоцкий и Витебский.
С 6 марта 1882 года — епископ Подольский и Брацлавский.
Преосвященный Викторин занимался составлением тем для проповедей. Он же редактировал перевод творений Иоанна Златоуста.
Скончался 21 августа 1882 года.

## Сочинения
- О превосходстве христианства пред мухаммеданством. — Казань, 1882.
- Понятие о женщине и быт её у мухаммедан и христиан. — Казань, 1875.
- Слово о пособии голодающим самарцам. — 1874.
- Соображения о способах к успешному привлечению некрещёных инородцев к вере Христовой. — 1847.
- Слово в день Благовещения и в Великий Пяток о том, что Иисус Христос есть истинный Бог наш. — СПб., 1858.
- Азбука по новому способу обучать детей грамоте. — СПб., 1867,1871,1881.
- Улучшение быта православного духовенства в России // Христианское чтение. — 1864, ч. 1; 1871, ч. 1.
- Письма к преосвященному Иеремии (академическая библиотека № А 11/308; № А 1/281). Влияние Церкви на развитие частной и общественной благотворительности в России (курсовое сочинение).
- Истинный друг духовного юноши // Христианское чтение. — СПб., 1858.